# Swainsona swainsonioides
Swainsona swainsonioides là một loài thực vật có hoa trong họ Đậu. Loài này được (Benth.) J.M.Black miêu tả khoa học đầu tiên.